# اکولایزر (مجموعه تلویزیونی ۱۹۸۵)
اکولایزر (انگلیسی: The Equalizer) یک مجموعهٔ تلویزیونی جنایی درام آمریکایی است که از پائیز ۱۹۸۵ تا اواسط تابستان ۱۹۸۹ میلادی در ۴ فصل ۲۲ قسمتی، از شبکه سی‌بی‌اس پخش شد. در این فیلم ادوارد وودوارد در نقش یک مأمور اطلاعاتی بازنشسته با گذشته‌ای مرموز، که از مهارت‌های حرفه سابق خود برای اجرای عدالت به نمایندگی از افراد بی‌گناهی که خود را در شرایط خطرناکی می‌بینند، استفاده می‌کند، در حالی که گاهی نیز با افرادی از گذشته خود در عملیات‌های مخفی برخورد می‌کند. می‌خواهید او را به عقب بکشید یا حساب‌های قدیمی را تسویه کنید.
در سال ۲۰۱۴ میلادی و بر پایهٔ این مجموعه تلویزیونی، یک فیلم سینمایی به همین نام به کارگردانی آنتونی فوکوآ و بازی دنزل واشینگتن ساخته شد.

## برخی بازیگران ثابت و میهمان
- ادوارد وودوارد[۳][۴][۵]
- رابرت لانسینگ
- کیث سارابایکا
- مارک مارگولیس
- ریچارد جردن
- استیون ویلیامز
- رابرت جوی
- ادی جونز
- ملیسا سو اندرسون
- جاون پالیتو
- جو مورتون
- ارل هیندمن
- ویلیام آترتون
- جین اسمیت-کمرون
- لئوناردو چیمینو
- سال روبینک
- آستین پندلتن
- ریچارد پورتنو
- فرانسیس فیشر
- تام اتکینز
- وینسنت دن آفریو
- پاتریشیا کالمبر
- مایکل پارکس
- جی تی والش
- لوری لافلین
- ریچارد همیلتون
- لوئیس اسمیت
- دیوید مارگولیس
- مویرا هریس
- دیوید اندروز
- آلبرتا واتسون
- دنیس بوتسکاریس
- ورنا بلوم
- ریچارد برایت
- فرد ویلیامسون
- کلیاوانت درکیز
- جکلین بروکس
- مایکل موریارتی
- آن هیوود
- برد سالیوان
- مدلن پاتر
- میکائیل وینکات
- توماس میلیان
- ترنس مان
- لئون راشام
- ویتامین سی
- فیلیپ بوسکو
- کلی کورتیز
- الیزابت فرانتس
- جیمز ریبهورن
- زاچ گرنیر
- تلی ساوالاس
- وندل پیرس
- مارک بون جونیور
- پاتریشیا ریچاردسون
- اد لاتر
- لین تیگپن
- روما مافیا
- رابرت میچام
- بلانش بیکر
- فرانک کانورس
- دنیس کریستوفر
- پاتریشا کلارکسون
- مکالی کالکین
- ملیسا جون هارت
- کریستین اسلیتر
- کوین اسپیسی
- استیو بوشمی
- جان گودمن
- استوارت کاپلند
- دیوید آلن گرایر
- لوری پتی
- لوئیس گازمن
- بیستی بویز
- الکس وینتر
- برادلی وایتفورد
- رابرت داوی
- سندی دنیس
- لارنس فیشبرن
- ویلیام اچ میسی
- کریس کوپر
- دیوید استراترن
- سینتیا نیکسون
- بروس پین
- وینگ ریمز
- میت لوف
- کریستین برنسکی
- یوزف زومر
- کوین کانوی
- تامی گریمز
- گوئن وردن
- جنی اگاتر
- شرلی نایت
- سیلویا سیدنی
- استنلی توچی
- تونی شالهوب
- اشفورد و سیمپسون
- دانیال دیویس
- آماندا پلامر
- ال لئونگ
- جاسمین گای
- لورا سن جاکومو
- کیسی لمونز
- چارلز اس. داتون
- مایکل راکر
- اولیور پلات
- المپیا دوکاکیس
- روبن کورتیز
- لورن تام
- ای. جی. مارشال
- جنیفر گری
- لاری میت کالف
- جرج پلیمپتن
- اَن پیتونیاک